# Vlaardingen-Kultur

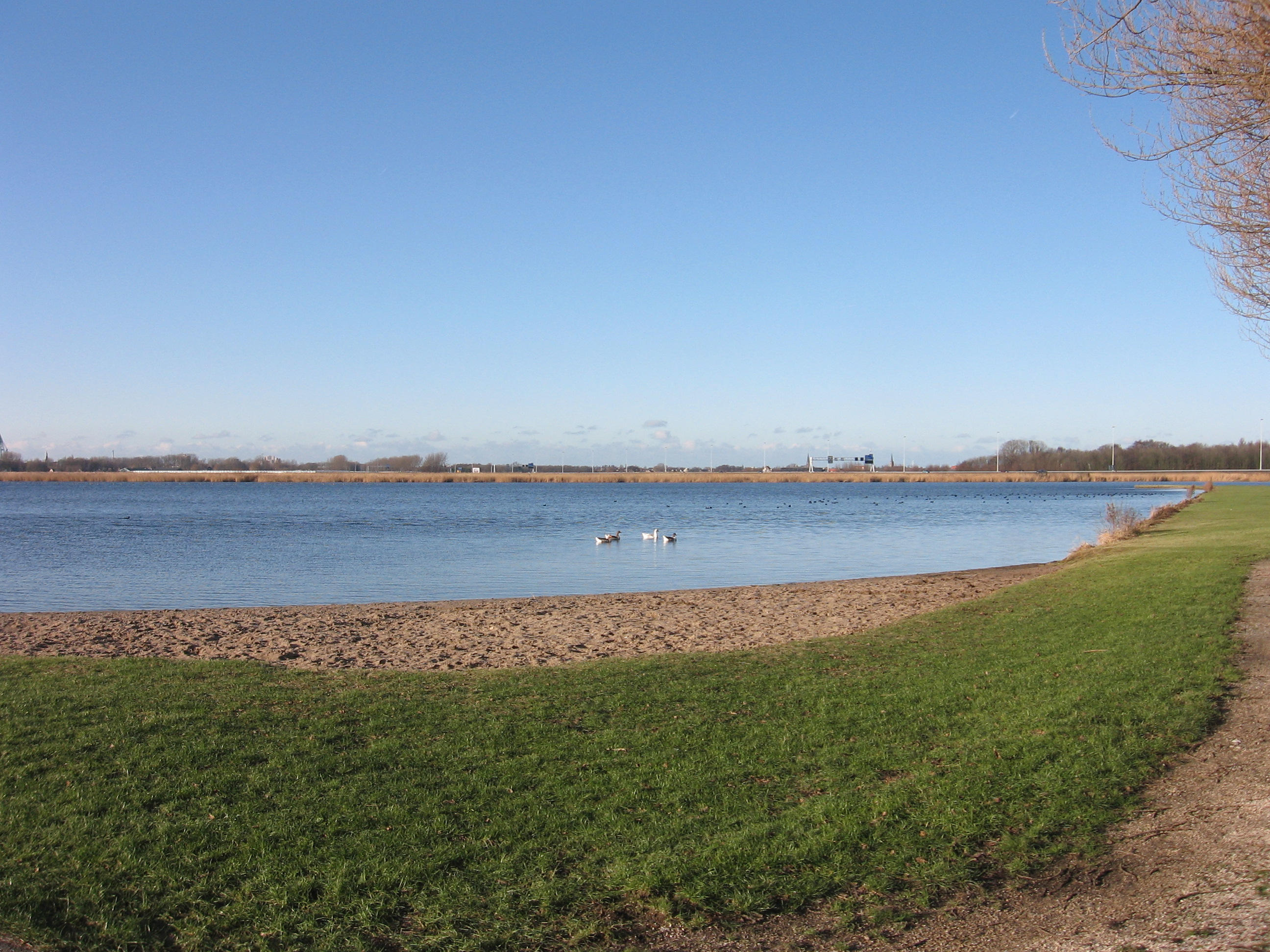
Fundplatz Krabbeplas

Vlaardingen-Kultur (niederl. Vlaardingencultuur) ist die Bezeichnung einer früh-neolithischen Kultur in den Niederlanden. Namensgebender Fundplatz ist Vlaardingen in der Nähe von Rotterdam. Vlaardingen wurde 1959 bis 1964 durch das Institute für Prae- and Protohistory (Amsterdam Archaeological Centre) ausgegraben. Es liegt auf dem Uferdamm eines kleinen Kanals und war zwischen 3350 und 1950 v. Chr., also während der Vlaardingen-Kultur und in der Zeit der Glockenbecherkultur besiedelt. Bei Burgh-Haamstede auf Schouwen-Duiveland wurde eine Siedlung mit zweischiffigen Häusern zwischen Strandwällen gefunden.
Lendert Louwe Kooijmans (1976) hat die Keramik der Vlaardinger Gruppe in vier Phasen unterteilt (la, Ib, 2a und 2b). Gestielte Pfeilspitzen stammen von Fundplätzen der Vlaardingen-Kultur. Vlaardingen-Funde in Hasselsweiler bei Jülich belegen, dass Artefakte dieses Kulturkreises bis ins Rheinland gekommen sein können, denn die Spitzen sind auch in der Wartbergkultur vertreten. Vorgänger der Vlaardingen-Kultur ist die Swifterbant-Kultur.
Backteller und Kragenflaschen, die auch in der Trichterbecherkultur vorkommen, sind auch im Gebiet der Vlaardingen-Kultur gefunden worden. In den Dünengebieten nahe der holländischen Küste wurden Reste einiger Siedlungen gefunden. Die Bauern hielten Rinder, Schafe und Ziegen, und bauten Weizen und Gerste an. Die Jagd war weniger bedeutend. 
Vlaardingen wird als mesolithische Kultur angesehen, die im Gezeitenareal zwischen den Rhein- und Maasmündungsarmen überleben konnte, weil hier kein kontinuierlicher Ackerbau betrieben werden konnte. 
Knochen usw. von Bär, Hirsch, Reh, Otter und Stören, verweisen auf die Bedeutung der Jagd. Überreste eines Einbaums deuten, ebenso wie Reusen, auf Fischfang. 
Die Menschen wohnten in rechteckigen, mancherorts auch runden Holz- oder Lehmhäusern. Es wurden Gebrauchsgegenstände aus Knochen und Holz u. a. Beile und Nadeln gefunden. 
Gräber sind bisher nicht gefunden worden.